# Protea speciosa
Protea speciosa (лат.) — кустарник, вид рода Протея (Protea) семейства Протейные (Proteaceae), эндемик Западно-Капской провинции Южной Африки.

## Таксономия
Первый образец (голотип) был найден в гербарии Эйлмера Бурка Ламберта и был собран Уильямом Роксбером во время остановки на мысе Доброй Надежды по его пути в Индию. Впервые вид был описан Карлом Линнеем в 1771 году.

## Описание
Protea speciosa — прямостоячий кустарник, который вырастает до 1,2 м в высоту. Цветёт с июня по январь, максимум в сентябре-октябре. Растение однодомное, в каждом цветке представлены представители обоих полов. Семена хранятся в древесных коробочках и разносятся ветром.

Соцветие P. speciosa
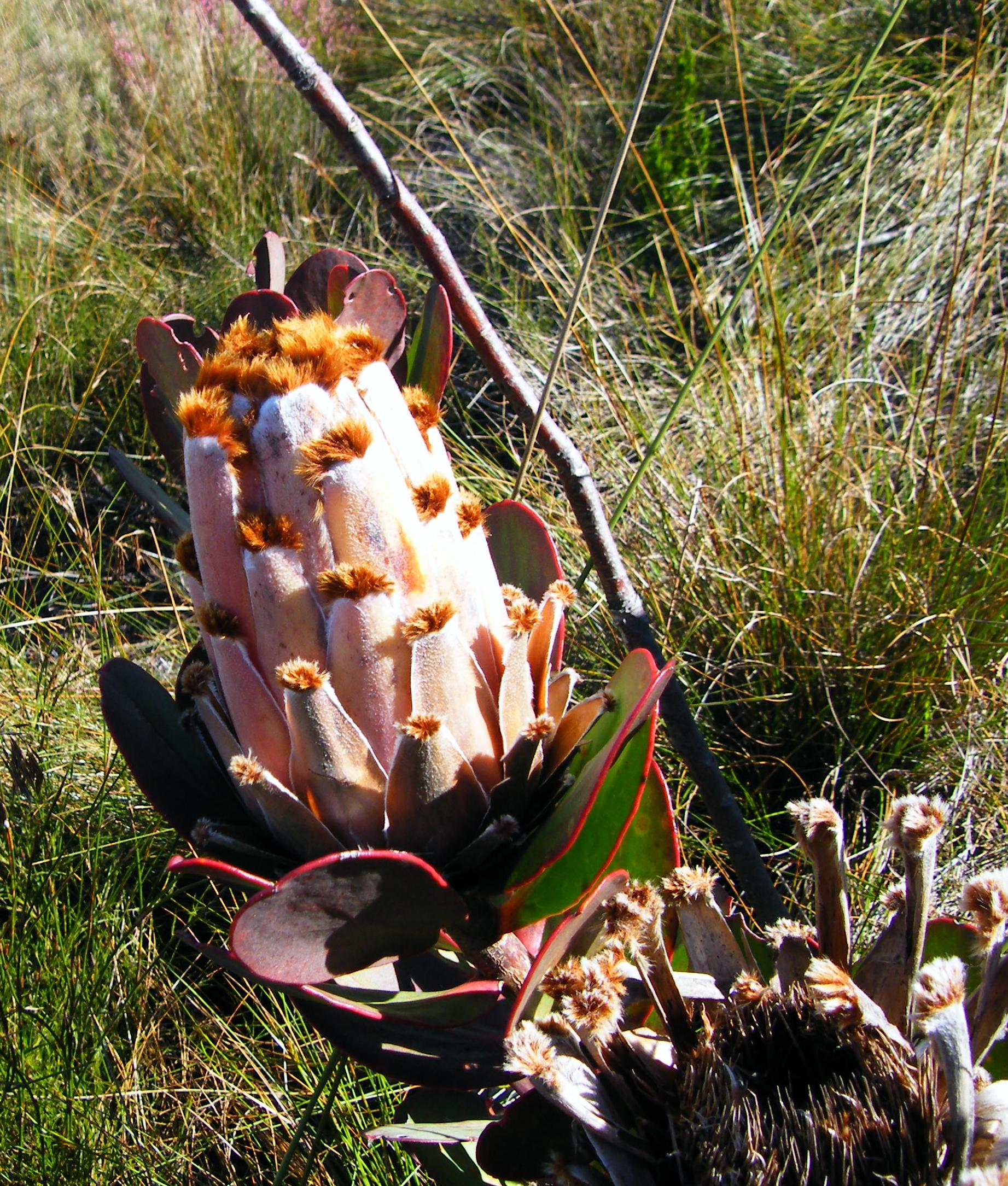
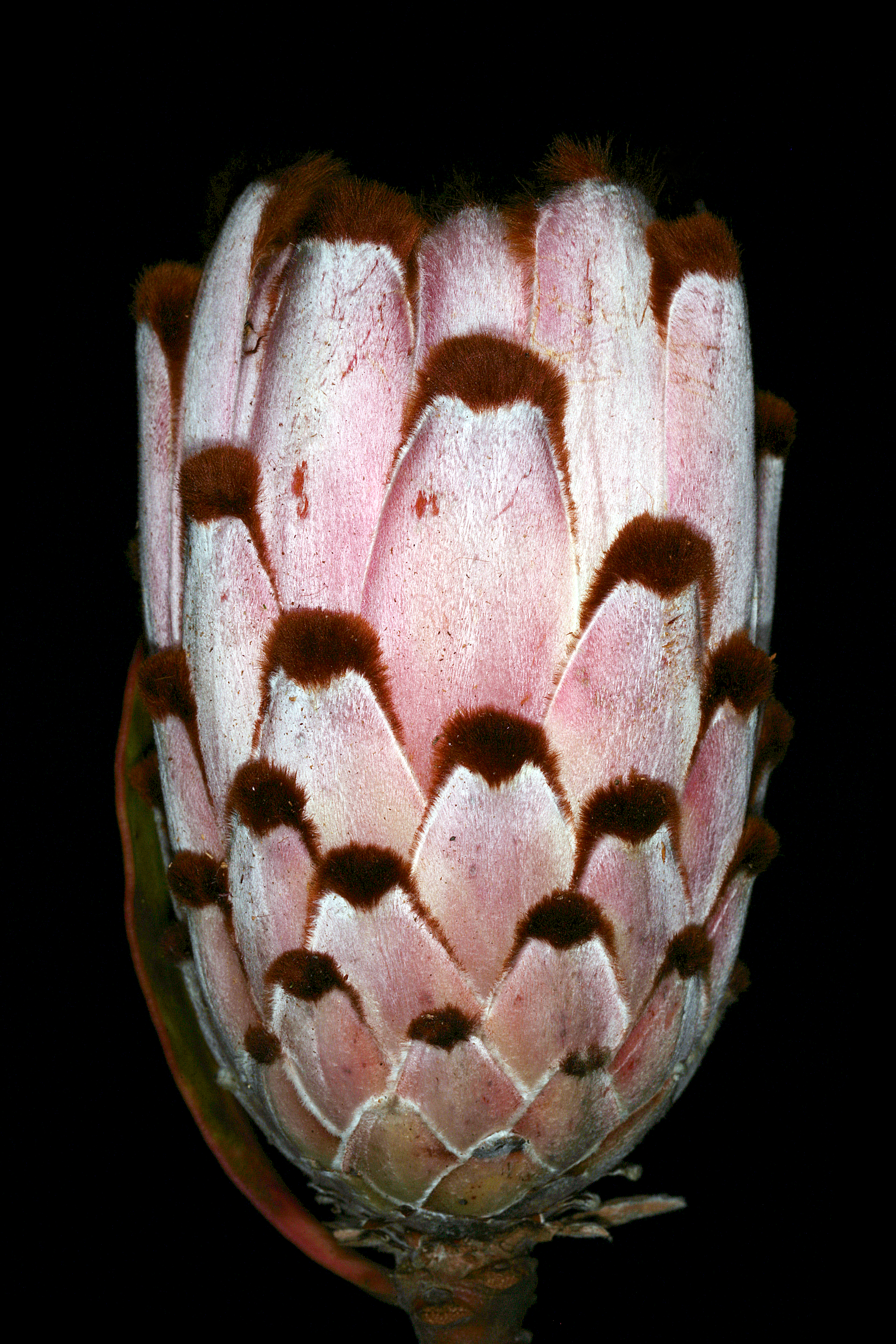

## Распространение и местообитание
Protea speciosa — эндемик Западно-Капской провинции Южной Африки. Встречается от Капского полуострова до горы Хойнингберг над городом Бредасдорп. Растёт на гористых, прохладных, южных склонах на высоте от уровня моря до 1300 м над уровнем моря.

## Биология
Растение может снова прорасти после того, как надземная часть погибает в периодических лесных пожарах. Опыление происходит птицами, которые усаживаются на крупных цветочных головках в поисках нектара.

## Охранный статус
Международный союз охраны природы классифицирует природоохранный статус вида как «вызывающий наименьшие опасения».